# Đèn âm hồn
Đèn âm hồn: Người con gái Nam Xương (tiếng Anh: The Soul Lantern), hay còn gọi ngắn là Đèn âm hồn, là một bộ phim điện ảnh Việt Nam ra mắt năm 2025 thuộc thể loại kinh dị – cổ trang do Hoàng Nam làm đạo diễn, dựa trên tác phẩm Chuyện người con gái Nam Xương của Nguyễn Dữ. Đây là bộ phim đầu tay của anh, do Challenge Me Studios sản xuất. Phim có sự tham gia của SyNi Trang, Phú Thịnh, Hoàng Kim Ngọc, Tuấn Mõ, Đình Khang, Kiều Trinh và Hạo Khang.

## Nội dung
Lấy bối cảnh chính ở miền quê Bắc Bộ, giữa thời điểm đất nước đang có chiến tranh, trai tráng trong làng đã xung trận, hầu như chỉ còn phụ nữ, người già và trẻ em ở lại. Thương một tay chăm sóc mẹ chồng và con thơ. Sau khi người mẹ qua đời, cô ở cùng con trai tên Lĩnh, lúc này đã khoảng 4, 5 tuổi.
Một ngày, cậu nhặt được một cây đèn cũ và bắt đầu xem cái bóng người của bản thân mình trên tường là cha của mình. Ban đầu cứ nghĩ chỉ là trò đùa của trẻ con nên không có chuyện gì đáng nói, nhưng sau đó, những hiện tượng rùng rợn liên tục xảy ra như giọng nói thì thầm trong đêm, bóng người xuất hiện nơi góc tối và những cái chết bí ẩn bao quanh ngôi làng.
Cô đồng trong làng cho rằng cái đèn mà Lĩnh nhặt được chính là một cái đèn âm hồn, thứ có thể triệu hồi ác linh. Không chỉ vậy, nó còn là chìa khóa mở ra “Chốn Tâm Thức” – nơi kết nối âm thế và dương thế, nơi ác quỷ và cô hồn chưa siêu thoát tìm đường trở lại nhân gian. Do đó, Thương và dân làng buộc phải tìm cách dập tắt nó trước khi mọi thứ trở thành địa ngục.

## Diễn viên
- SyNi Trang trong vai Thương
- Phú Thịnh trong vai Đinh - Chồng của Thương
- Bé An Bình trong vai bé Lĩnh
- Hoàng Kim Ngọc trong vai Cô đồng Liễu
- Hải Anh trong vai Sùng
- Phạm Tuấn Anh (Tuấn Mõ) trong vai cậu Hường
- Đình Khang trong vai Tưởng
- Huỳnh Hạo Khang trong vai Sửu
- Mạnh Cường trong vai Vận
- Chiều Xuân trong vai Bà bán cá
- Tiến Quang (Quang Tèo) trong vai Ông Mõ
- Kiều Trinh trong vai Mẹ Đinh
- Thu Hương trong vai Bà bán mít
- Trần Quang Minh trong vai Thầy pháp

## Sản xuất

### Phát triển
Lấy cảm hứng từ Chuyện người con gái Nam Xương của Nguyễn Dữ, bộ phim không chỉ dừng lại ở yếu tố kinh dị mà còn là hành trình khám phá bản sắc văn hóa Việt. Những tục lệ như lễ trừ tà, chơi cầu cơ, sự tích chiếc khăn trắng bắc qua sông và các tục lệ khác được lồng ghép khéo léo, tạo nên một thế giới huyền bí nhưng đậm chất dân gian. Đạo diễn Hoàng Nam cho biết: "Những cảnh đó được tôi lấy cảm hứng từ đạo Mẫu, từ lễ nhảy lửa của người Dao, và đặc biệt là nguyên mẫu là chính bà nội - người có những kết nối với tâm linh, đã ăn sâu vào trong đầu tôi từ bé".
Dự án điện ảnh đầu tay nên chắc chắn sẽ còn gặp nhiều thiếu sót, tuy nhiên tôi mong sản phẩm được đón nhận, yêu thương để những giá trị nhân văn, chất liệu văn hóa dân gian mà tôi mong muốn gửi đến thông qua dự án này đến gần hơn với khán giả
 
Bộ phim còn có sự tham gia của các diễn viên kỳ cựu như Quang Tèo, Chiều Xuân, Kiều Trinh... Ngoài ra, phim cũng ghi điểm với âm thanh và âm nhạc được đầu tư kỹ lưỡng. Hiệu ứng âm thanh tạo cảm giác căng thẳng, hồi hộp, góp phần khuếch đại sự rùng rợn trong các cảnh kinh dị. Nhạc phim được sử dụng đúng lúc, tạo cao trào cảm xúc cho bộ phim. Với kinh nghiệm của một nhà sáng tạo nội dung, nam đạo diễn đã chọn nhiều cú máy sáng tạo góp phần cuốn hút người xem. Dù vẫn còn một số hạn chế về kỹ xảo, nhưng nhìn chung, phần hình ảnh và âm thanh đã hỗ trợ đắc lực trong việc tạo dựng thế giới tâm linh huyền bí mà bộ phim hướng đến.
Bên cạnh khai thác cốt truyện mang màu sắc liêu trai, phim còn ghi dấu ấn mạnh mẽ nhờ bối cảnh hoành tráng. Những danh thắng thiên nhiên hùng vĩ của xứ như thác Bản Giốc, núi Mắt Thần, rừng trúc Cao Bằng... trở thành phông nền lý tưởng, tạo nên không khí vừa thơ mộng vừa huyền bí. Khung hình đẹp, ánh sáng và màu sắc trong phim tạo nên một không gian huyền bí nhưng vẫn rất chân thực, làm nổi bật bối cảnh cổ xưa và những nghi lễ truyền thống. Ngoài ra, nam đạo diễn đã chi hơn 5 tỷ đồng để dựng phim trường để tái hiện ngôi làng nơi Thương sinh sống, với cảnh mái tranh vách đất, chợ phiên của làng quê Bắc Bộ xưa.

### Quay phim
Theo đạo diễn Hoàng Nam, đoàn phim đã phải đối mặt với những thử thách khắc nghiệt từ thiên nhiên khi mưa bão liên tiếp ảnh hưởng đến quá trình quay. Bốn lần phim trường chìm trong nước, đặc biệt là khi nước sông dâng cao do lũ, khiến chi phí sản xuất tăng gấp đôi. Dù cả ekip đã tìm được bối cảnh lý tưởng, nhưng chỉ trong ba tháng xây dựng và ghi hình thì thời tiết đầy khắc nghiệt, đặc biệt là giai đoạn siêu bão Yagi tiến vào miền Bắc làm ảnh hưởng đến quá trình quay phim.

Trước bão Yagi, phim trường đã ba lần ngập nước do mưa lớn. Đợt đầu tiên vào ngày 26 tháng 6, khi đoàn phim vừa bắt tay vào dựng bối cảnh, lũ kéo đến bất ngờ khiến quá trình thi công phải tạm ngưng, đẩy lịch quay lùi lại một tháng.
— Hoàng Nam
Đến ngày 29 tháng 7, khi phim trường gần hoàn thiện, những cơn mưa lớn bất ngờ lại tiếp tục làm ảnh hưởng đến tiến độ, buộc ekip phải làm việc liên tục thêm một tuần. Dù vậy, đoàn phim vẫn quyết định bấm máy vào ngày 12 tháng 8 tại một bối cảnh khác, chờ đến ngày 20 tháng 8 mới có thể trở lại vị trí ban đầu.
Chưa dừng lại ở đó, gần một tháng sau, đoàn phim buộc phải chuyển sang quay trong studio do thời tiết tiếp tục không thuận lợi. Thời gian đóng máy kéo dài thêm một ngày vì những cơn mưa đêm dai dẳng khiến phim trường ngập trong bùn đất, nhiều hạng mục bị nước cuốn trôi. Đỉnh điểm là vào ngày 3 tháng 9, một cơn giông lốc mạnh bất ngờ quét qua, gây thiệt hại lớn cho phim trường. Nhiều thiết bị điện tử bị hư hỏng, với tổn thất ước tính lên đến 300 triệu đồng.

### Âm nhạc
Tổng cộng phim có đến 3 bản nhạc chính thức, lần lượt với cái tên như Em mong anh về nhà do Đông Thiên Đức và được ca sĩ Lê Thúy Anh trình bày, Đừng xa con do Nguyễn Văn Trung sáng tác và được ca sĩ Trương Gia Minh trình bày, cuối cùng là Trục vong do rapper Phúc Bồ tự sáng tác và trình bày.
| STT              | Nhan đề              | Sáng tác         | Trình bày        | Thời lượng |
| ---------------- | -------------------- | ---------------- | ---------------- | ---------- |
| 1.               | "Em mong anh về nhà" | Đông Thiên Đức   | Lê Thúy Anh      | 5:34       |
| 2.               | "Đừng xa con"        | Nguyễn Văn Chung | Trương Gia Minh  | 3:41       |
| 3.               | "Trục vong"          | Phúc Bồ          | Phúc Bồ          | 2:17       |
| Tổng thời lượng: | Tổng thời lượng:     | Tổng thời lượng: | Tổng thời lượng: | 11:32      |

Ngoài ra, nhà sản xuất âm nhạc Trường Nguyễn cũng phát hành album 33 bản nhạc phim (bao gồm 3 ca khúc chính và 30 bản nhạc) với thời lượng 1 giờ 17 phút trên nền tảng Spotify.

## Phát hành

### Công chiếu
Ban đầu, phim điện ảnh Đèn âm hồn được dự kiến công chiếu vào ngày 29 tháng 1 năm 2025 (tức mùng 1 Tết Nguyên Đán Ất Tỵ 2025). Tuy nhiên vì các bộ phim Tết ra mắt cùng ngày như Bộ tứ báo thủ (Trấn Thành) hay Nụ hôn bạc tỷ (Thu Trang) quá lấn át so với phim nên phim phải dời lịch sang mùng 10 Tết Nguyên Đán, tức ngày 7 tháng 2 năm 2025.

## Đón nhận

### Doanh thu
Trước khi phim được ra mắt thì phim nhận được 40 nghìn vé đặt trước. Với thành tích đó, phim lọt vào danh sách phim điện ảnh Việt Nam có số vé đặt trước cao nhất năm 2025, chỉ sau Bộ tứ báo thủ. Phim chính thức được ra mắt vào ngày 7 tháng 2, khi đấy thì Bộ tứ báo thủ của Trấn Thành và Nụ hôn bạc tỷ của Thu Trang còn đang đối đầu với nhau. Tuy ra mắt trong khoảng thời gian khó khăn, nhưng vào ngày đầu chiếu, phim đạt hơn 8 tỷ đồng, tổng cộng tính cả vé đặt trước là hơn 15 tỷ. Đây là một thành tích không phải đạo diễn đầu tay nào cũng làm được.
Đến ngày thứ 2, phim đạt hơn 365 nghìn vé, và hơn 1000 suất chiếu được tăng thêm. Đến ngày thứ 3, phim chính thức đạt hơn 40 tỷ. Trưa ngày 10 tháng 2, phim chính thức đạt 50 tỷ. Tổng ngày thứ 4, phim đạt được 57 tỷ đồng. Sang ngày 11 tháng 2, , tổng doanh thu phim nâng lên 65.4 tỷ đồng.
Sau 1 tuần ra mắt, ngày 13 tháng 2, Đèn âm hồn dẫn đầu bảng xếp hạng doanh thu trong ngày với hơn 72,6 nghìn vé, với tổng cộng hơn 1 triệu vé đã được bán ra và thu về 78,7 tỷ đồng. Phim chính thức đạt doanh thu 80 tỷ đồng vào sáng ngày 14 tháng 2. Đến ngày 15 tháng 2, phim cán mốc 90 tỷ đồng. Và sáng ngày 18 tháng 2, theo số liệu của Box Office Vietnam, doanh thu phim Đèn âm hồn đã chính thức đạt 100 tỷ đồng sau 11 ngày ra mắt.

### Đánh giá chuyên môn
Nhà báo Ngô Bá Lục nhận xét: "Các góc máy, độ mượt và các khớp nối mạch phim rất nhuyễn. Màu phim hơi u tối thể hiện sự liêu trai, đúng như ý đồ và tính chất phim. Sử dụng ánh sáng rất hợp lý và đạt hiệu quả cao. Cảnh quay đẹp, các khung hình đều đẹp và ấn tượng."

Nhận xét về Đèn âm hồn, đạo diễn Đinh Tuấn Vũ bày tỏ:
Bộ phim này được làm rất kỹ lưỡng và chỉn chu. Không dễ để có một tác phẩm kinh dị mang màu sắc tâm linh được đầu tư nghiêm túc như vậy.
Nhà phê bình Lê Hồng Lâm đánh giá cao tay nghề đạo diễn Hoàng Nam, thậm chí nhận định rằng Đèn âm hồn có tham vọng điện ảnh rõ ràng và đáng để kỳ vọng. Anh nhấn mạnh: 
Thiết kế bối cảnh, phục trang, quay phim, dựng phim – tất cả đều cho thấy sự dụng công và tâm huyết của ekip. Đây là một tín hiệu đáng mừng cho điện ảnh Việt Nam.
Tựu trung, là sản phẩm đầu tay của một nhà làm phim tay ngang, Đèn Âm Hồn không tránh khỏi những hạn chế về kỹ thuật và cách kể chuyện. Hoàng Nam đã đặt nhiều tâm huyết và sáng tạo vào dự án này, song việc chuyển tải một câu chuyện đậm hơi thở văn hóa dân gian lên màn ảnh vẫn là thử thách không nhỏ đối với anh. Ý tưởng kết hợp văn học với yếu tố kinh dị tâm linh có nhiều tiềm năng, nhưng cách triển khai lại chưa đủ sức thuyết phục những khán giả khó tính.

Theo ông Nguyễn Minh Luân - dịch giả sách điện ảnh ở TP HCM - cho rằng nội dung thiếu thuyết phục vì các vai không phát triển về tâm lý. Nhân vật Thương từ đầu đến cuối phim vẫn là phụ nữ yếu thế, kém tiếng nói trong gia đình. Đinh xuất hiện gần giữa phim nhưng cũng khá nhạt nhòa về tính cách. Liễu có nhiều "đất" diễn, ghi dấu trong các phân cảnh chiến đấu với thế lực hắc ám, song câu chuyện về cô bị bỏ lửng ở phần kết. Anh cũng cho hay:
Khi phim kết thúc, khán giả không thấy được các nhân vật trở thành người như thế nào, học được bài học gì, thay đổi ra sao.
Nhiều tình tiết trong phim còn khiên cưỡng. Chiếc đèn âm hồn mà Lĩnh nhặt được xuất hiện từ đầu phim nhưng người xem chưa được giải thích rõ xuất xứ, câu chuyện đằng sau cổ vật quyền năng này. Việc con trai Thương tình cờ phát hiện chiếc đèn ở nghĩa địa, sau đó mang về nhà có phần phi logic vì quá ngẫu nhiên, thiếu sự dàn dựng hợp lý.

### Tương tác
Sau buổi chiếu sớm, Đèn âm hồn đã nhận được khá nhiều lời khen tích cực. Bộ phim được đầu tư chỉn chu về mặt hình ảnh, diễn xuất của mỗi nhân vật đều tròn trịa. Họ không chỉ thể hiện tròn vai mà còn mang lại năng lượng tươi mới, làm nổi bật sự giao thoa giữa truyền thống và hiện đại trong cách kể chuyện.
Theo như số liệu từ nền tảng SocialTrend của YouNet Media, từ ngày 4 tháng 2 đến tối ngày 18 tháng 2, phim đạt hơn 334 nghìn lượt thảo luận trên mạng xã hội, cũng như hơn 3,08 triệu lượt tương tác chỉ sau 11 ngày công chiếu.

## Tranh cãi

### Tác quyền
Bên cạnh sự đón nhận của khán giả khi đi xem phim, phim cũng dính vào nghi vấn đạo nhái khi có một số chi tiết giống với các phim kinh dị của quốc tế, như cảnh lễ trừ tà trong phim bị cho là giống Exhuma: Quật mộ trùng ma. Cảnh hồn lìa khỏi xác để du hành tới thế giới khác cũng bị cho là giống với Quỷ quyệt.
Với những lời chỉ trích từ cư dân mạng, đạo diễn Hoàng Nam bộc bạch rằng anh chưa xem Quỷ quyệt nhưng đã xem Exhuma, anh khẳng định: "Với múa lên đồng trong đạo Mẫu, nếu cắt đi một đoạn rồi bảo điệu múa này là đạo nhái của Hàn Quốc, thì rõ ràng không đúng. Cảnh làm lễ trừ tà được tôi lấy cảm hứng từ những buổi lễ hầu đồng và pháp sư ở Việt Nam. Mục đích của tôi là để những yếu tố trong phim không giống với bất kỳ tôn giáo hay nền văn hóa nào, tránh việc gây tranh cãi".
Anh còn cho biết thêm: "Như tôi nói ngay từ đầu, Đèn âm hồn không muốn cạnh tranh với ai cả. Được làm với tâm huyết và đam mê đem đến cho khán giả sự tự hào rằng, văn hoá, phong cảnh Việt Nam lên điện ảnh tuyệt như nào và hoàn toàn có thể xuất khẩu ra nước ngoài. Nhưng vì phát hành đúng thời điểm các phim "đấu đá" nhau nên vô tình Đèn âm hồn - một "tân binh" có được thành công bất ngờ vào tầm ngắm."

### Chất lượng

#### Nội dung
Phim mở đầu thuận lợi khi thành công đánh thức sự tò mò của người xem về những điều bí ẩn đang diễn ra ở ngôi làng. Tuy nhiên, việc hé lộ đầu não của mọi rắc rối quá vội vàng khiến câu chuyện tâm linh đánh mất sức bí ẩn cần có. Hành trình điều tra cũng như đối phó với thế lực tà ma tỏ ra nhạt nhòa, thiếu những phát hiện đặc biệt khiến khán giả ấn tượng.
Phim dần luẩn quẩn trong những tuyến truyện bị xé lẻ, từ việc khám phá bí mật cây đèn của chị em cô đồng Liễu, ác mộng gieo rắc lên ngôi nhà của mẹ con Thương, cho tới những bi kịch khi người chồng trở về, vì hiểu lầm lời con mà nghi ngờ vợ phản bội,... Những mảnh ghép trong phim bị kết nối gượng gạo, trong khi tiết tấu phim hỗn loạn, không đẩy được cao trào. Câu chuyện dễ đoán bị dẫn dắt bởi lời thoại, ngày càng lê thê và khó tháo gỡ nút thắt. Cuối cùng, phim kết thúc vụng về, không xử lý nổi những tình tiết rắc rối ở hồi đầu và giữa phim.
Đèn âm hồn cũng thất bại trong việc thúc đẩy nỗi sợ và sự bất an - yếu tố quan trọng làm nên thành công của một tác phẩm thuộc dòng kinh dị. Bộ phim không duy trì được bầu không khí u ám, lại bị pha loãng bởi những mảng miếng hài được cài cắm vô tội vạ. Những cảnh hù dọa dễ đoán, trong khi dàn diễn viên tái hiện nỗi sợ bằng cách trợn tròn mắt, miệng thở hổn hển hay la hét ầm ĩ, lặp đi lặp lại.
Ngoài ra, nhân vật Thương (do SyNi Trang đóng) cũng bị chê là phác họa hời hợt từ cuộc sống thường ngày, tính cách cho tới hành trình đấu tranh tâm lý trước những ngã rẽ, biến cố. Sự tảo tần, chịu thương chịu khó của cô gái một thân nuôi mẹ chồng và con thơ hoàn toàn chưa được tái hiện. Người xem chỉ biết cô bán rau qua cuộc hội thoại diễn ra chớp nhoáng giữa cô đồng Liễu và người đàn bà ở chợ.
Cảnh sinh hoạt hàng ngày của Thương lại càng mờ nhạt, khi nhân vật chỉ quanh quẩn nằm ngủ và mơ thấy ác mộng. Cũng chẳng có biểu hiện thuyết phục nào thể hiện cô thực sự thương nhớ, ngóng trông chồng sau thời gian dài không gặp, chẳng rõ sống chết. Tới khi Lĩnh trở về, mâu thuẫn trong nhân vật càng lộ rõ. Thương dù nói nhớ chồng, nhưng ngược lại thái độ của cô lại dửng dưng, biểu cảm khi diễn thô cứng, nên đối với anh như hai người xa lạ chứ không phải cặp vợ chồng vừa đoàn tụ. Từ đó bi kịch xảy ra gượng ép, khó thuyết phục người xem.

#### Hình ảnh
Ở đầu phim, phân cảnh con bướm bay lên nấm mộ không được chân thực và thuyết phục người xem. Tương tự, lúc Thương bị thế lực quỷ dị săn đuổi trong rừng, hình ảnh bộ xương không tạo được hiệu ứng jumpscare do lối xử lý VFX còn khá thô sơ, vụng về. Cuối phim, cảnh vợ chồng Thương cùng con chạy ra khỏi ngôi nhà đang bốc cháy để lộ lỗi hậu kỳ. Đạo diễn cho biết khâu hiệu ứng hình ảnh là một trong những công đoạn khiến ekip tốn nhiều kinh phí nhất, với hơn 600 cảnh quay được chỉnh sửa đồ họa.

#### Diễn xuất
Dù đảm nhận vai chính của Đèn âm hồn nhưng nhiều khản giá nhận xét nam diễn viên Phú Thịnh (đóng vai Đinh) có diễn xuất đơ, biểu cảm gượng gạo và có phần lố khi anh chàng trợn mắt, quát mắng. Ở nhiều cảnh, anh còn mắc lỗi cường điệu với ánh mắt trợn trừng, gằn giọng, nghiến răng khi thoại.
Trên mạng xã hội lan truyền phân cảnh Đinh bế con trai là Lĩnh lội sông tìm nàng Thương. Đáng nói, đoạn video trở nên nổi tiếng vì tình tiết vô lý khi Đinh đi lính nhiều năm nhưng khi trở về nhìn thấy vợ con, anh lại tỏ ra hờ hững, thậm chí chỉ vì vài lời nói của con trai mà oán trách, ra tay đánh vợ. Cảm xúc nhân vật thay đổi chóng mặt, hoàn toàn mang tính sắp đặt, đơn cử như việc phút trước thẳng tay tát vợ trong cơn ghen tức nhưng ngay sau đó đã hối hận, tiếc thương. Đặc biệt là diễn xuất non nớt của Phú Thịnh khiến khán giả phải bật cười - một trong những điều chí tử của một bộ phim kinh dị.

Nam diễn viên cho biết khi đọc các bình luận của người xem, anh buồn vì chưa thể hiện tốt nhân vật, rút kinh nghiệm cho tác phẩm sau. Anh giải thích bản thân còn thiếu trải nghiệm thực tế, chỉ xem video, hình ảnh tư liệu để hóa thân vào nhân vật thời phong kiến. Đạo diễn Hoàng Nam cũng đón nhận ý kiến việc tác phẩm mắc lỗi diễn xuất. Anh cũng cho biết:
Trên trường quay, tôi đã góp ý ngay với Phú Thịnh khi nhận ra diễn viên này đóng chưa đạt. Sau khi hoàn thành bộ phim, tôi nói rằng cậu ấy có thể đối diện nhiều bình luận tiêu cực. Tuy nhiên, với tư cách là một phần của đoàn phim, Phú Thịnh nỗ lực với vai diễn và tôi đánh giá cao điều đó.

## Phần tiếp theo
Trả lời phỏng vấn về phim, đạo diễn Hoàng Nam cho biết với tác phẩm đầu tay, anh ghi nhận những lời góp ý của khán giả về nội dung để phát triển tiếp phần hai của bộ phim.